# Cabera crassesignata
Cabera crassesignata là một loài bướm đêm trong họ Geometridae.